# 심학중학교
심학중학교(尋鶴中學校)는 대한민국 경기도 파주시에 있는 공립 중학교이다.

## 연혁
- 2022년 3월 2일 : 개교